# De herderin en de schoorsteenveger

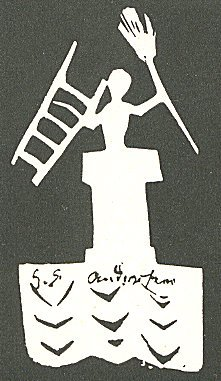

De herderin en de schoorsteenveger is een sprookje van Hans Christian Andersen, het verscheen in 1845.

## Het verhaal
Grootmoeders erfstuk is een kast met houtsnijwerk, er zijn rozen en tulpen en kleine hertenkopjes met grote geweien op aangebracht. Tussen wonderlijke krullen staat een mensenfiguur met bokkenpootjes, kleine hoorntjes en een lange baard. Hij wordt de geiten-bokken-poots-opper-en-onder-generaal-krijgscommandeersergeant genoemd en kijkt altijd naar het tafeltje onder de spiegel, want daar staat een herderinnetje van porselein met vergulde schoentjes. Ze heeft een herdersstaf en een hoedje van goud en een rode roos is op haar japonnetje gespeld.
Naast het herderinnetje staat een schoorsteenveger met een pak zwart als roet. Zijn gezicht is wit en roze en hij houdt zijn ladder vast. Beide zijn van porselein en broos, ze hebben zich verloofd. Er staat een oude Chinees die knikken kan, hij is driemaal zo groot als het stel en gedraagt zich als de opa van het herderinnetje. Als de geiten-bokken-poots-opper-en-onder-generaal-krijgscommandeersergeant het herderinnetje tot vrouw vraagt, knikt de Chinees. Ze zal de vrouw worden van de man van mahoniehout. Het herderinnetje heeft gehoord dat deze man al elf herderinnetjes bezit en wil niet als twaalfde in de donkere kast verdwijnen.
Het herderinnetje vraagt de schoorsteenveger met haar te vluchten en ze klimmen van de tafel. Ze zien dat de hertjes op de kast bewegen en de geiten-bokken-poots-opper-en-onder-generaal-krijgscommandeersergeant roept naar de Chinees. Het stel springt vlug in een la en zien vier spellen incomplete kaarten en een poppentheater speelt een stuk over twee minnaars die elkaar niet krijgen kunnen. Ze vertrekken uit de la en de schoorsteenveger wil zich verstoppen zich in een vaas met lavendel en rozen.
Het herderinnetje weet dat de Chinees verloofd is geweest met de vaas en ze wil de wijde wereld in trekken. Het paar kruipt door de kachel en de pijp naar de schoorsteen. Ze zien de sterren en het herderinnetje begint te huilen. Het goud van haar gordel springt en ze vindt de wereld te groot. De schoorsteenveger vertelt over de geiten-bokken-poots-opper-en-onder-generaal-krijgscommandeersergeant en de Chinees, maar toch wil ze terug. Ze kruipen met veel pijn en moeite terug en zien de Chinees in drie stukken op de grond liggen.
Het herderinnetje voelt zich schuldig en de schoorsteenveger zegt dat de Chinees nog wel gemaakt kan worden, zodat hij opnieuw lelijke dingen tegen hen kan zeggen. Ze kruipen op de tafel die ze eerder zijn ontvlucht en de Chinees wordt gerepareerd, maar kan niet meer knikken. Het porseleinen volkje blijft bij elkaar, want de Chinees knikt niet opnieuw als de geiten-bokken-poots-opper-en-onder-generaal-krijgscommandeersergeant naar haar vraagt.